# Santo Inácio (kommun i Brasilien)
Santo Inácio är en kommun i Brasilien.   Den ligger i delstaten Paraná, i den södra delen av landet, 900 km sydväst om huvudstaden Brasília. Antalet invånare är 5 269.
Trakten runt Santo Inácio består i huvudsak av gräsmarker. Runt Santo Inácio är det glesbefolkat, med 13 invånare per kvadratkilometer.